# Руф Тебански
Свети Руф Тебански је био један од седамдесет апостола и епископ Тебе у Грчкој. 
Спомиње га апостол Павле у својој Посланици Римљанима: поздравите Руфа избранога у Господу (Рим. 16, 13).
Православна црква га слави 8. априла по јулијанском, а 21. априла по грегоријанском календару.